# 朱軒媺
朱 軒媺（しゅ けんび、万暦33年8月22日（1605年10月4日） - 万暦34年5月13日（1606年6月17日））は、明の万暦帝の第10皇女（最年少の子）。

## 経歴
万暦帝と順妃李氏の娘として万暦33年（1605年）8月22日丑時に生まれた。永思王朱常溥の同母妹である。
万暦34年（1606年）5月、死去した。天台公主の位を追贈され、洪達嶺に葬られた。

## 伝記資料
- 『国榷』
- 『明神宗実録』万暦33年巻、万暦34年巻